# Луфтханза
Луфтханза је национална авио-компанија Немачке. Седиште јој је у Келну, али најзначајнија ваздушна лука је на аеродрому Франкфурт. Тренутно је највећа авио-компанија у Европи по броју превезених путника и друга по величини флоте (после Ер Франс-КЛМ). Група Луфтханза (енгл. Lufthansa Group) има више од 400 авиона и скоро 100.000 радника у свету. У 2007. су превезли 81,3 милиона путника. Име компаније је изведено од немачких речи Luft („ваздух“) и Hansa (средњовековно моћно трговачко удружење).
Луфтханза је један од оснивача (заједно са Јунајтед ерлајнсом, Таи ервејзом, Ер Канадом и САС-ом) Стар алијансе, другог по величини удружења светских авио-компанија коју данас сачињава 20 чланица.
Чувени лого фирме, заокружени ждрал у лету, је дизајниран 1918. и преузет је од Аеро Лојда 1926.

## Група Луфтханза
- Остријан ерлајнс
- Еуровингс
- Луфтханза Карго
- Луфтханза Риџенал
  - Луфтханза Ситилајн
  - Ер Доломити
- Свис интернашонал ерлајнс
- ЛСГ Скај Шефс
- Луфтханса Флајт Трејнинг
- Луфтханза Системс
- Луфтханза Текник
- Луфтханса Комерцијал Холдинг
- Џерманвингс
- Итлијанвингс
- Делваг

## Превезени путници
| Година | Бр. путника у милионима | Промена у % |
| ------ | ----------------------- | ----------- |
| 2005   | 51.3                    | —           |
| 2006   | 53.4                    | 4,1         |
| 2007   | 56.4                    | 5,6         |
| 2008   | 70.5                    | 25          |
| 2009   | 76.5                    | 8,5         |
| 2010   | 90.2                    | 17,9        |
| 2011   | 106.3                   | 17,8        |
| 2012   | 103.1                   | 3           |

## Флота
Флота Луфтханзе се по подацима од јануара 2016. године састоји од следећих авиона:
| Тип            | У флоти | Наручених | Седишта                                               | Напомена                                            |
| -------------- | ------- | --------- | ----------------------------------------------------- | --------------------------------------------------- |
| Ербас A319     | 30      | —         | 138(–/–/–/138)                                        | —                                                   |
| Ербас A320     | 51      | 28        | 168 (–/–/–/168)                                       | —                                                   |
| Ербас A320neo  | 2       | 59        | 180 (–/–/–/180)                                       | Први купац. Прва испорука 20. јануара 2016. године. |
| Ербас A321     | 64      | —         | 200 (–/–/–/200)                                       | —                                                   |
| Ербас A321neo  | —       | 40        | —                                                     | —                                                   |
| Ербас A330-300 | 19      | —         | 236 (8/30/21/177) 216 (8/42/21/145)                   | —                                                   |
| Ербас A340-300 | 18      | —         | 298 (–/18/19/261) 251 (–/42/28/181) 279 (–/30/28/221) | —                                                   |
| Ербас A340-600 | 24      | —         | 297 (8/44/32/213) 281 (8/56/28/189)                   | —                                                   |
| Ербас A350-900 | —       | 25        | —                                                     | Мења Ербас А340 од 2016. године                     |
| Ербас A380-800 | 14      | —         | 509 (8/78/52/371)                                     | Достављен 2010.                                     |
| Боинг 737-300  | 8       | —         | 140 (–/–/–/140)                                       | —                                                   |
| Боинг 737-500  | 6       | —         | 120 (–/–/–/120)                                       | —                                                   |
| Боинг 747-400  | 13      | —         | 393 (–/53/32/308) 371 (–/67/32/272)                   | —                                                   |
| Боинг 747-8I   | 19      | —         | 340 (8/92/32/208) 364 (8/80/32/244)                   | Први оператор                                       |
| Боинг 777-9X   | —       | 34        | —                                                     | Мења Боинг 747-400 од 2020. године                  |
| Укупно         | 268     | 186       |                                                       |                                                     |

## Услуге

### Програм лојалности
Луфтханзин програм за лојалне путнике назива се Miles & More и дели га неколико европских авио-компанија, укључујући све Луфтханзине подружнице (искључујући заједничка улагања SunExpress), плус Condor (раније у власништву Луфтханзе), Croatia Airlines, LOT Polish Airlines и Luxair (раније у делимичном власништву Луфтханзе). Чланови програма Miles & More могу зарадити миље на летовима Луфтханзе и летовима партнера Star Alliance-а, као и путем Луфтханзиних кредитних картица и куповинама обављеним преко Луфтханзиних продавница. Статус у оквиру програма Miles & More одређује се пређеним миљама током једне календарске године са одређеним партнерима. Нивои чланства укључују: чланство у програму Miles & More (без минималног прага), Frequent Traveller (сребрни, праг од 35.000 миља (56.000 км) или 30 појединачних летова), Senator (златни, праг од 100.000 миља (160.000 км)) и HON Circle (црни, праг од 600.000 миља (970.000 км) током две календарске године). Сви нивои статуса Miles & More виши од чланства у програму Miles & More нуде приступ салону и бонус миље, при чему виши нивои нуде ексклузивније погодности.

### Кабине

#### Економска
Од 2007. до 2014. цела флота дуголинијских авиона била је опремљена екранима за персоналну забаву у економској класи. Раније се забава током лета приказивала на централним мониторима са ограниченом видљивошћу у зависности од седишта и без икакве опције за избор. Испоруком новог авиона А350-900, представљен је нови модел седишта, у коме је сива боја замењена плавом.
Оброци се нуде на дуголинијским летовима, обично са две или више опција менија које могу да изаберу. На летовима на кратке релације, путници добијају само малу ужину и пиће. Од ступања на снагу летњег реда летења за 2021., оброци и пића се морају купити уз накнаду. Путници добијају само бесплатну флашицу воде и малу чоколадну плочицу. Најава новог концепта кетеринга наишла је на критике.

#### Премијум економска
Од 22. новембра 2014. Луфтханза нуди премијум економску класу, позиционирану између бизнис и економске класе. Ова класа је првобитно била доступна на Боингу 747-8I и накнадно је опремљена у целој флоти за дуге летове до лета 2015.
У поређењу са економском класом, размак између седишта је повећан (96,5 цм), а седишта су шира, имају већи екран и могу се наслонити за 130 степени.
У премијум економској класи, путници добијају оброк од више јела. Мени пића је исти као у економској класи.
Путници премијум економске класе могу да пријаве још један комад пртљага. Приступ салону бизнис класе Луфтханзе је доступан уз додатну накнаду.

#### Бизнис
Бизнис класа се нуди у свим авионима на дугим релацијама. Седишта се могу претворити у лежајеве дужине 2 метра и укључују утичнице за лаптоп и садржаје за забаву. Луфтханза нуди посебне шалтере за чекирање на лет у бизнис класи на свим аеродромима, као и посебне салоне за бизнис класу на већини аеродрома или уговорне салоне на другим аеродромима, као и салон добродошлице по доласку у Франкфурт. Од 2014. бизнис класа на свим широкотрупним авионима има седишта која се спуштају у равну позицију.

#### Прва
Прва класа се нуди у авионима Ербас A340-600, на предњем делу горње палубе и носу главне палубе на Боингу 747-8. Свако седиште се расклапа у кревет дужине 2 метра, укључује утичнице за лаптоп, као и садржаје за забаву. Оброци су доступни на захтев. Луфтханза нуди посебне шалтере за чекирање на лет прве класе на већини аеродрома и нуди посебне салоне прве класе у Франкфурту и Минхену, као и посебан терминал прве класе у Франкфурту. Путници који долазе имају могућност да користе Луфтханзине објекте прве класе за долазак, као и нови салон добродошлице. Луфтханза је представила нови производ прве класе у авиону Ербас А380 и планирала је да га постепено уведе у све своје авионе на дугим релацијама.